# Tarifbindung
Die Tarifbindung (oder Tarifgebundenheit) ist die Voraussetzung für das unmittelbare Unterworfensein eines Arbeitgebers oder eines Arbeitnehmers unter die Geltung der Rechtsnormen eines Tarifvertrags. Sind beide Arbeitsvertragsparteien tarifgebunden, so führt dies zur unmittelbaren Anwendbarkeit des Tarifvertrags auf das Arbeitsverhältnis. In Deutschland sind nach § 3 Abs. 1 Tarifvertragsgesetz die Mitglieder der Tarifvertragsparteien sowie solche Arbeitgeber, die selbst Partei eines Tarifvertrags sind, tarifgebunden.
In Anlehnung an die Terminologie des Tarifvertragsgesetzes müsste man von Tarifgebundenheit sprechen. Der Begriff Tarifbindung hat sich aber durchgesetzt und bedeutet dasselbe.

## Hintergrund
Tarifvertragspartei auf der Seite der Arbeitgeber ist ein Arbeitgeberverband. Voraussetzung der Tarifbindung des Arbeitgebers ist also, dass er Mitglied des tarifvertragsschließenden Arbeitgeberverbands ist. Alternativ kann der Arbeitgeber auch selbst mit einer Gewerkschaft einen so genannten Haus- oder Firmentarifvertrag abschließen, an den er dann naturgemäß gebunden ist.
Jedoch führt nicht jede Mitgliedschaft im Arbeitgeberverband zur Tarifbindung. Es gibt Arbeitgeberverbände, die in ihrer Satzung eine Mitgliedschaft ohne Verbandstarifbindung eröffnen (so genannte OT-Mitgliedschaft).
Arbeitnehmer müssen für die Tarifbindung Mitglied der tarifvertragschließenden Gewerkschaft sein.
Die Tarifbindung endet (erst) mit dem Ende des Tarifvertrags. Ein Austritt aus dem Verband bewirkt somit noch nicht das Ende der Tarifbindung, wenn der Tarifvertrag noch in Kraft bleibt.
Der Vorteil der Tarifbindung besteht für einen Arbeitgeber darin, dass durch sie die Kosten der Aushandlung der Beschäftigungsbedingungen sinken und sich auch das Risiko von Produktionsausfällen durch Arbeitskämpfe verringert. Der Nachteil der Tarifbindung ist aus Arbeitgebersicht, dass Tarifverträge die wirtschaftliche Situation eines einzelnen Unternehmens nicht berücksichtigen könnten. Aus diesem Grund ist in den vergangenen Jahren eine größere Zahl von Arbeitgebern aus den Arbeitgeberverbänden ausgetreten, um der Tarifbindung zu entgehen. Vor allem für größere Unternehmen mit vielen Beschäftigten stellen Haustarifverträge eine Alternative dar, die ggf. eine flexiblere Anpassung an die wirtschaftliche Situation des Unternehmens ermöglicht.
Für Arbeitnehmer besteht der Vorteil der Tarifbindung in der Regel darin, dass bei Kollektivverhandlungen zwischen Gewerkschaften und Arbeitgeberverbänden die Verhandlungsmacht jedenfalls tendenziell eher gleichmäßiger verteilt ist als bei einer individuellen Aushandlung der Beschäftigungsbedingungen mit dem Arbeitgeber.
Durch Allgemeinverbindlicherklärung kann bestimmt werden, dass alle Arbeitsverhältnisse im fachlichen und örtlichen Geltungsbereich des Tarifvertrags dem normativen Teil eines Tarifvertrags unterworfen werden, d. h. auch Arbeitsverhältnisse deren Parteien bisher nicht tarifgebunden sind.

## Tarifflucht
Im Jahr 2020 arbeiteten 43 Prozent der Beschäftigten in Betrieben mit einem Branchentarifvertrag, 2019 lag dieser Wert noch bei rund 46 Prozent (Tarifflucht). Damit setzt sich der seit Jahren rückläufige Trend fort. In Westdeutschland arbeiteten 46 Prozent der Beschäftigten im Jahr 2019 in Betrieben mit Branchentarifvertrag. Im Jahr 2018 waren es mit 48 Prozent noch zwei Prozentpunkte mehr gewesen. In Ostdeutschland sank der entsprechende Anteil der Beschäftigten 2019 gegenüber dem Vorjahr um einen Prozentpunkt von 35 auf 34 Prozent. Das zeigen Daten des IAB-Betriebspanels, einer jährlichen Befragung von rund 15.000 Betrieben durch das Institut für Arbeitsmarkt- und Berufsforschung (IAB). Ebenso ist der der Anteil der Beschäftigten in tarifgebundenen Betrieben im Jahr 2019 weiter zurückgegangen. Firmen- oder Haustarifverträge galten 2019 für sieben Prozent der westdeutschen und für elf Prozent der ostdeutschen Beschäftigten. Eine aktuelle Erhebung bestätigt den rückläufigen Trend. Die niedrigste Tarifbindung weist Sachsen auf, gefolgt von Berlin, Thüringen und Schleswig-Holstein.